# Powiat Sierpecki
Der Powiat Sierpecki ist ein Powiat (Kreis) in der Woiwodschaft Masowien in Polen. Der Powiat hat eine Fläche von 852,9 km², auf der etwa 51.500 Einwohner leben. Die Bevölkerungsdichte beträgt 60 Einwohner auf einen km².

## Geschichte
Von 1939 bis 1945 war das Gebiet als Landkreis Sichelberg (Sierpc) Teil des neuen Regierungsbezirkes Zichenau der Provinz Ostpreußen.

## Gemeinden
Der Powiat umfasst sieben Gemeinden, davon eine Stadtgemeinde und sechs Landgemeinden.

### Stadtgemeinde
- Sierpc

### Landgemeinden
- Gozdowo
- Mochowo
- Rościszewo
- Sierpc
- Szczutowo
- Zawidz